# Guerra de Indochina
La guerra de Indochina, llamada también primera guerra de Indochina, y conocida en Vietnam como guerra de resistencia contra Francia fue un conflicto colonial que enfrentó a Francia contra el denominado Viet Minh de Hồ Chí Minh que reclamaban la independencia de la Indochina francesa (Camboya, Laos, Vietnam del Norte y Vietnam del Sur). El conflicto duró de 1946 a 1954.
Francia fue derrotada en 1954 y además tuvo que centrar su atención en la guerra de Independencia de Argelia. En la Conferencia de Ginebra se decidió el abandono de la colonia asiática, la separación de Vietnam en dos estados soberanos (Vietnam del Norte y Vietnam del Sur) y la celebración de un referéndum un año después donde los vietnamitas decidieran su reunificación o su separación definitiva. Pero los dirigentes del Sur optaron por dar un golpe de Estado y no celebrar este referéndum. Por este motivo Vietnam del Norte comenzó las infiltraciones de soldados en apoyo del Vietcong para anexionarse a Vietnam del Sur. Entonces EE. UU., en virtud de la Doctrina Truman y la Teoría del dominó (contener la expansión del comunismo), envió recursos y a partir de 1964 tropas a Vietnam del Sur para evitar la conquista por el norte comunista, dando lugar a la famosa guerra de Vietnam.
La independencia de Indochina fue el resultado de una larga lucha desde finales del siglo XIX hasta 1954 contra las potencias coloniales europeas entre las que figura el conflicto armado ocurrido en el antiguo protectorado de la Indochina francesa, dentro del marco de las guerras coloniales del siglo XX en el Sudeste Asiático.

## Orígenes del conflicto
A principios del siglo XX, la conquista del sureste asiático por las potencias occidentales había concluido, dejando sólo al reino de Siam como un Estado-tapón para evitar que surgieran conflictos entre el Reino Unido y Francia en la zona, pero el colonialismo creó un sentimiento de opresión externa que provocó una afirmación de la personalidad nacional y la unidad étnica, en la que 
los líderes e intelectuales buscaban sus raíces para revalidar su lengua, folclore y patrimonio cultural.
La disgregación de las antiguas estructuras feudales hizo surgir nuevas clases sociales que tendieron a combatir a Occidente con sus propias armas, reivindicando poder económico, libertades democráticas, la autonomía o la independencia; con lo que el imperialismo occidental creó las condiciones para la rebelión contra sí mismo. En el caso de Asia, la rebelión fue dirigida también contra las estructuras atrasadas de su propio sistema, y el nacionalismo se desarrolló por oposición 
a la dominación europea con mayor virulencia en aquellas zonas donde la penetración occidental fue más profunda.
Hubo movimientos de resistencia armada que intentaron hacer frente a los invasores occidentales y representaron tanto una reacción instintiva contra la intrusión extranjera como también un esfuerzo de la vieja aristocracia por conservar su autoridad y prestigio, pero la desproporción de fuerzas era muy grande y la resistencia careció de un carácter nacional que le diera cohesión a los distintos grupos de partisanos que en general operaron dentro de su región sin salirse de perspectivas locales, por lo que su resistencia fue reducida progresivamente.
Después de la fase de conquista y pacificación, los franceses implantaron su sistema de administración en Indochina y el fracaso de la resistencia hizo comprender a las élites locales que para vencer a los occidentales debían servirse de sus propias armas, por lo cual empezaron a estudiar las ciencias europeas para lo que muchos patriotas vietnamitas huyeron a Japón o China y, además de ser antifranceses, buscaron la forma de crear un estado moderno basado en conceptos científicos que sustituyeran a los del ya anticuado confucianismo.
La formación del nacionalismo se vio involuntariamente favorecida por la propia acción colonizadora, que con el desarrollo de las comunicaciones y la centralización de la administración, acabó con el marco estrictamente lugareño de los acontecimientos y puso en contacto a pueblos que, si bien antes se repudiaron o se ignoraron, terminaron conociéndose y descubriendo que tenían mucha afinidad entre sí.
También la influencia ideológica fue un factor muy importante en la formación de una conciencia nacional, que no se extendió a través de la enseñanza oficial restringida por los franceses, sino a través de la circulación clandestina de libros prohibidos que trataban sobre temas de filosofía y política occidental y que eran leídos y estudiados ávidamente por los jóvenes intelectuales, dándoles nociones de los derechos de libertad e igualdad que brillaban por su ausencia en las colonias.
La Administración francesa hizo todo lo posible por mantener el control sobre el protectorado estableciendo como capital colonial la ciudad de Saigón para centralizar el poder, nombrando un Gobernador general con amplios poderes generales y limitando el acceso de la población local a la educación y a los puestos clave.
Para reforzar su gobierno en Indochina, de por sí altamente represivo, los franceses también instauraron medidas que prohibían la libertad de expresión, reunión o asociación y promovieron la enseñanza de un sistema de escritura inventado por misioneros del siglo XVIII, el Quôc ngu, con la finalidad específica de eliminar la influencia cultural china en la zona y, de esta manera, la de los intelectuales y líderes que promovían la resistencia. Con el tiempo, el Quôc ngu suplantó a la escritura china en Vietnam, pero su comodidad y simplicidad de uso lo convirtieron en un instrumento útil para los nacionalistas cuando éstos empezaron a implementar sus programas de educación de las masas y de renovación cultural.
En Camboya, fue la religión más que el nacionalismo en sí el que desempeñó un papel importantísimo en el crecimiento de la conciencia nacional; el budismo actuaba como símbolo de reagrupación de las masas ante una causa común, hacer frente al extranjero invasor de religión diferente para defender los valores tradicionales, y su prestigio se vio resaltado debido al brillante comportamiento de sus sacerdotes como líderes de la resistencia contra los occidentales.
A partir de 1910, ya no ocurrieron más rebeliones importantes, los aristócratas terminaron aceptando la dominación extranjera y se estableció así una cooperación general de la aristocracia local con los franceses, que a pesar de haberles despojado de sus poderes efectivos, mantuvo su posición nominal y les convirtió en simples funcionarios del sistema colonial, ligando así sus intereses con los de los europeos para utilizarlos como instrumentos eficaces contra la resistencia local; que a partir de este momento empezó a ser liderada por las nuevas clases sociales surgidas del sistema colonial.
La Primera Guerra Mundial fue un acontecimiento que tuvo importantes repercusiones ideológicas en la formación del nacionalismo en Asia debido a las consecuencias políticas del conflicto como fueron la Revolución rusa de 1917, que lanzó una crítica contra el imperialismo en un momento en que las ideas marxistas se extendían y calaban con rapidez en Indochina.

## El auge del comunismo en Indochina

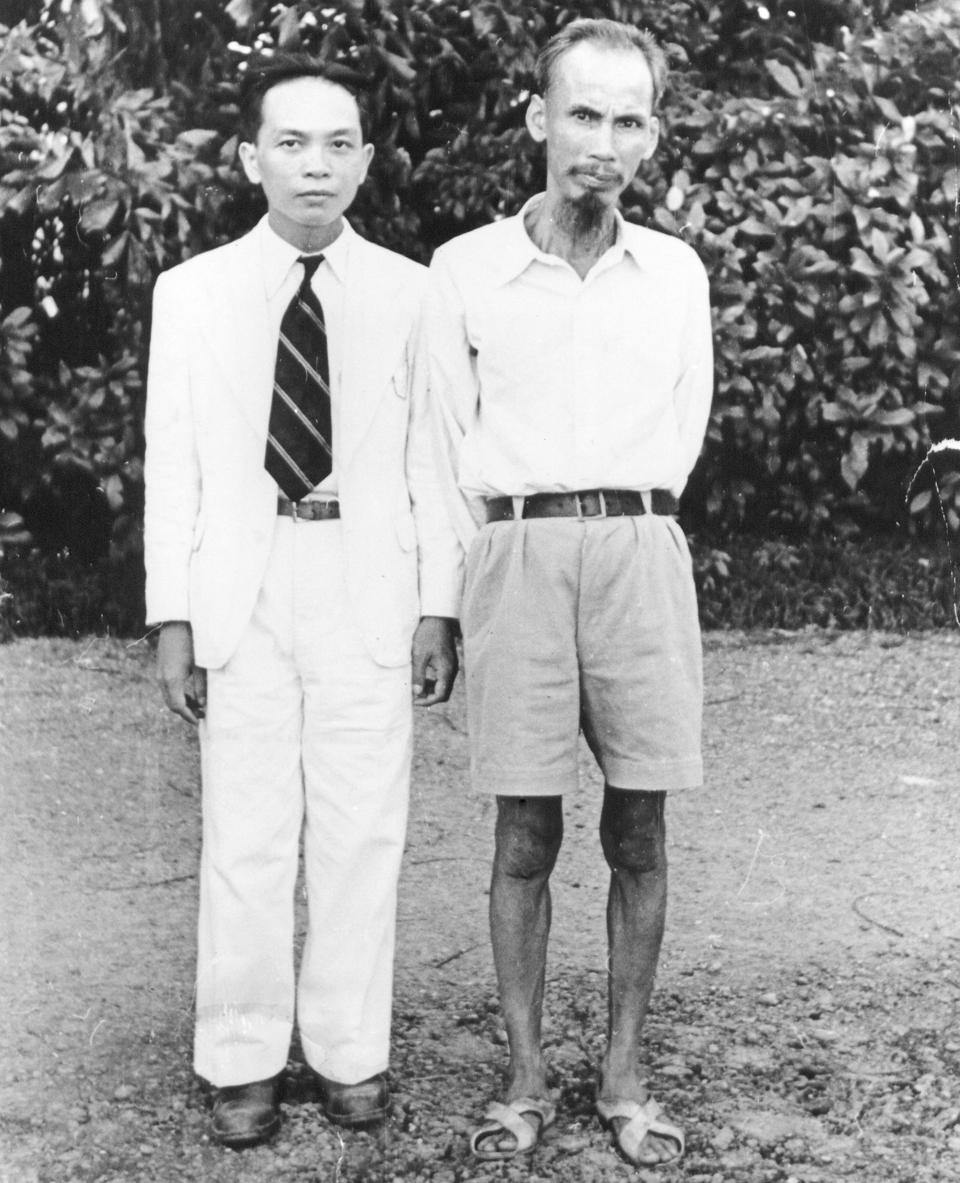
Võ Nguyên Giáp y Hồ Chí Minh en 1942

Las ideas marxistas ya se habían introducido en Indochina antes de la Primera Guerra Mundial en un contexto en el que estaba surgiendo una masa proletaria industrial y aunque existían otros movimientos no comunistas, estos no eran tan efectivos a la hora de obtener resultados por lo que, una vez analizado el conjunto, la Internacional socialista se interesó por la situación de Indonesia e Indochina ya que consideraba que ambas colonias cumplían las condiciones prerrevolucionarias y tenían los regímenes coloniales más autoritarios y las poblaciones más miserables y numerosas.
El movimiento comunista se benefició de la dirección de Hồ Chí Minh, conocido en sus inicios como Nguyên Ai Quôc, y de que no se enfrentó a una oposición religiosa determinante ya que el budismo mahayana era extremadamente tolerante y estaba en decadencia, solo el catolicismo se opuso eficazmente pero su escasa difusión en Indochina no lo hizo un factor determinante.
Nguyên Ai Quôc fundó en 1925 dos organizaciones comunistas en Cantón sirviéndose de su experiencia como militante de grupos marxistas en Francia y la Unión Soviética y a través de una de ellas fundó un periódico, el Thanh niên(Juventud) para exponer temas marxistas y nacionalistas. En 1926, Quôc escribió el libro titulado El camino de la liberación, obra en la que expuso los pasos a seguir para alcanzar la revolución, y en 1929 se crearon más organizaciones comunistas que fueron unificadas para 1930 en Hong Kong como el Partido Comunista Vietnamita, que poco después pasaría a llamarse Partido Comunista Indochino (PCI) para abarcar a todos los territorios de la indochina francesa dentro de su área de influencia.
La Gran Depresión de 1929 provocó una crisis que afectó a la economía de Francia y hundió la de sus colonias, creándose así una crisis colonial que catalizó todas las fuentes de descontento latentes y favoreció un levantamiento general que fue brutalmente reprimido por los franceses pero que sembró el germen de la movilización nacional por la independencia. Los franceses siguieron controlando la situación pero se vieron obligados a reconocer por primera vez la necesidad de reformas en su sistema colonial que nunca se hicieron, continuando la situación prácticamente invariable hasta el estallido de la Segunda Guerra Mundial.

## El regreso de Francia
La Segunda Guerra Mundial tuvo importantes consecuencias sobre el orden mundial ya que marcó el final de los imperios coloniales y favoreció la autodeterminación de muchos pueblos. Al estallar el conflicto, Francia cayó derrotada rápidamente por los alemanes por lo que, invadida la metrópoli, la situación de los franceses en Indochina pasó a ser extremadamente frágil.

La Ruta Colonial número 4 (RC4).

Dicha situación fue aprovechada por los japoneses, que por entonces llevaban a cabo una política expansionista, y ocuparon Indochina parcialmente primero en 1940, para ocuparla definitivamente en 1941 cuando iniciaron un segundo frente en el océano Pacífico contra los aliados. Al principio los japoneses fueron recibidos como liberadores ya que promulgaban la unidad racial y cultural de Asia y trataron de ganarse la voluntad de la población proclamando la independencia de las distintas regiones de Indochina, expulsando a los franceses de los puestos clave y abriendo a las élites locales las funciones técnicas y administrativas que antes monopolizaban los europeos; pero cometieron excesos que les quitaron rápidamente el respaldo de la población y aceleraron considerablemente el proceso independentista con una coyuntura que facilitó la organización de los movimientos de resistencia para iniciar la lucha armada.
Los esfuerzos de la resistencia vietnamita fueron frustrados hasta mayo de 1941, cuando Nguyên Ai Quôc pasó a llamarse Hồ Chí Minh y convocó la VIII Conferencia del Comité central en Pac-Bo donde fundó el brazo armado de su movimiento, el Viet Minh (Liga por la independencia de Vietnam) y definió un programa completo en el que exponía una serie de medidas políticas, económicas y sociales que le aseguró la simpatía de las masas por lo que para 1945 el Viet Minh contaba con unas 500 000 personas, incluidas las mujeres, y una posición lo bastante fuerte para que Hồ Chí Minh regresara a Vietnam. 

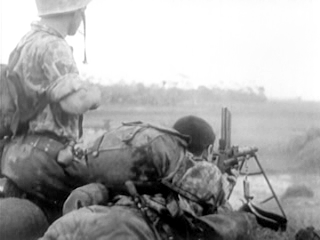
Soldados franceses durante una emboscada en 1952

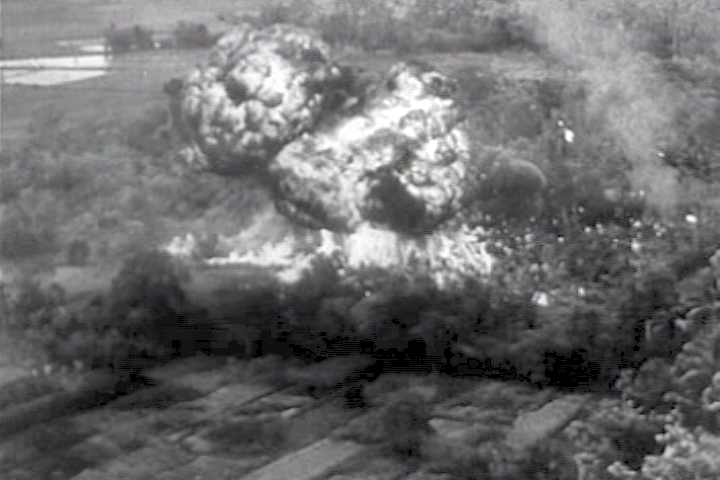
Bombardeos con Napalm por la 320.º división de artillería sobre el Viet Minh (Operación Mouette) en noviembre de 1953

En lo militar, el Vietminh inició la lucha contra los japoneses, combinando la acción política con el esfuerzo militar, organizando una guerrilla con asesoramiento de los comunistas chinos y sus primeras operaciones extendieron los combates mediante la creación de frentes a lo largo de Vietnam para lograr dispersar al enemigo y lograr constituir zonas liberadas en el alto Tonkín y a partir de aquí, el Viet Minh siguió adelante con sus operaciones, gracias a la ayuda aliada proveniente desde China, hasta la capitulación japonesa de 1945. Y en 1944 hicieron una reunión a la que acudieron Vo Nguyen Giap, destacado líder militar y su líder político, Hồ Chí Minh, en la que se determinaron que seguir colaborando con Estados Unidos era el camino más corto hacia la independencia por lo que el Viet Minh siguió proporcionando a los agentes de la OSS información sobre los aviadores derribados y les brindaba protección hasta proporcionales un pasillo seguro a China a cambio de recibir adiestramiento de los agentes de la OSS en el uso de armas de fuego, lanzallamas o explosivos que en ocasiones participaban también en la lucha guerrillera contra los japoneses.
Al mismo tiempo, aunque los japoneses habían ocupado Indochina mantenían una colaboración con los restos de la Administración francesa que, en teoría, era leal al gobierno francés de la Francia de Vichy, aliado de las potencias del Eje, pero ante la evolución desfavorable de la guerra para Japón y la sospecha de que los franceses estaban cooperando con los aliados para facilitarles un desembarco en Indochina los japoneses decidieron eliminar los restos de la Administración francesa y emprendieron una operación militar el viernes 9 de marzo de 1945 que tomo por sorpresa a los franceses y exterminó a sus fuerzas militares, atacando la mayoría de sus principales acuartelamientos.
En esta operación los japoneses aniquilaron a las guarniciones de Hanói, Haiphong, Việt Trì y Lang Son y el resto de las fuerzas francesas que lograron escapar al exterminio huyeron a China formando la llamada Columna Alessandre que, tras muchas penalidades, logró llegar a territorio chino y salvarse. Tras aquella operación sólo quedaron en Indochina fuerzas japonesas y nacionalistas vietnamitas colaboracionistas hasta la capitulación y retirada japonesa ocurrida meses después.
Mientras los japoneses perseguían a la Columna Alessandre, los comunistas instigaban al pueblo para que atacasen los almacenes de grano (muy escaso en aquella época) y sus fuerzas hostigaron a los japoneses y colaboracionistas hasta la rendición japonesa ante los aliados. Finalmente, el 7 de junio de 1945, declararon zona independiente la parte norte de Tonkín hasta la frontera China, que estaba ocupada por las fuerzas comunistas.
El repentino e inesperado fin de la guerra con el bombardeo de Hiroshima el 6 de agosto de 1945 provocó la retirada de los japoneses ese mismo mes y creó un momentáneo vacío de poder que el Viet Minh aprovechó para apoderarse de gran cantidad de armamento y establecer un gobierno provisional en Hanói que proclamó la independencia de Vietnam el 2 de septiembre de 1945 y fue reconocido por el emperador Bao-Dai.
Sin embargo, los problemas no habían hecho más que comenzar para los nacionalistas vietnamitas; porque la parte norte de su país fue invadida por los chinos nacionalistas (venidos en teoría para desarmar a los japoneses) y la parte sur por los británicos; dejando a Ho casi como un poder simbólico; pero sin la posibilidad de azuzar a su pueblo contra ellos para no demostrar que su gobierno realmente no contaba con ningún poder.
Con la intención de que los chinos se marcharan, Francia reconoció también a la República de Ho y se alió con ellos. Por su parte, el líder vietnamita no vio con malos ojos aquella posibilidad y afirmó "más vale comer un poco de mierda francesa que comer mierda china". Como puede apreciarse, la invasión china y británica claramente favoreció el retorno de los franceses a Indochina poco tiempo después.
Desde el principio los franceses tenían la intención de restablecer el orden colonial anterior a la Segunda Guerra Mundial y recuperar el control de sus colonias por lo que se concentraron en fortalecer su posición aumentando paulatinamente su presencia militar y para 1946 sus intenciones eran tan evidentes que los comunistas decidieron enviar a Giap a París ese mismo año para negociar. Los franceses no estaban muy dispuestos a hacer concesiones pero como su control de Indochina aún era débil decidieron ganar tiempo dando concesiones simbólicas, así De Gaulle y Hồ Chí Minh firmaron un acuerdo por el cual los franceses reconocían la república de Ho, su parlamento, ejército y recaudación propia; pero dentro de la Unión Francesa en la cual solo tendría una representación diplomática ante la Santa Sede o la Sociedad de Naciones y Francia se reservaba las competencias de política exterior y defensa con 15 000 soldados en la región.
De esta forma Vietnam tenía soberanía interior, pero no exterior; lo cual resultaba insuficiente para las aspiraciones vietnamitas y a largo plazo esta insuficiencia se mostró uno de los motivos principales que hicieron fracasar la Unión Francesa que nunca llegó a ser algo parecido a la Commonwealth.

## Guerra con Francia
Los franceses llegaron a Saigón a finales de 1945 y al principio tuvieron que negociar con el Vietminh para poder entrar en Hanói, pero a medida que las fuerzas británicas y chinas nacionalistas entraron en Vietnam los franceses fueron haciendo exigencias cada vez más agresivas, a la vez que fortalecían su presencia militar en la zona e iban realizando golpes de mano que demostraban la intención de restablecer sin tapujos, el antiguo orden colonial mediante una política de fuerza.

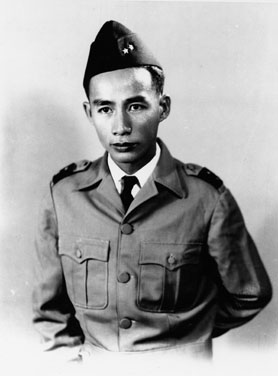
El general Trinh Minh The

La situación se agravó con el retorno de la Columna Alessandre, el envío de más tropas y la oposición del Partido Comunista Francés a que Vietnam lograra la total independencia. Más aún, Stalin pensaba que el PCF podía ganar las elecciones en Francia por lo que la opinión de los comunistas franceses le interesaba y no quería enemistarse con ellos por haber apoyado a los independentistas comunistas de Ho.
Pese a todo, en China Mao Zedong comenzaba a ganar la guerra contra las fuerzas gubernamentales de Chiang Kai-shek y podrían esperar ayuda de Mao.

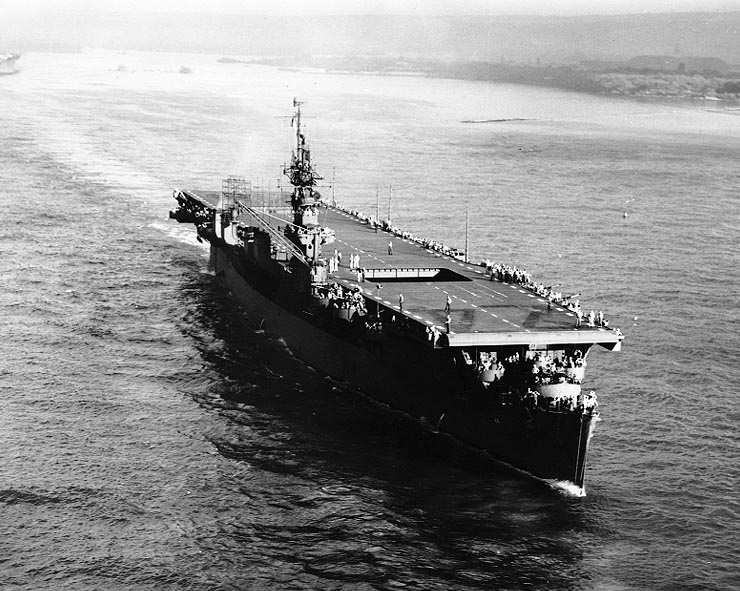
El Bois Belleau (también conocido como USS Belleau Wood) fue un portaaviones prestado por EE. UU. a Francia durante la guerra

La situación en el sureste de Asia estaba agitándose por el lado de los independentistas y comunistas: en Indonesia se vivía la agitación contra los holandeses, que llegaron a enviar tropas paracaidistas; en Malasia la guerrilla comunista atacaba a los australianos y sobre todo los británicos que tuvieron que refundar los SAS pero aparte de un clima favorable Ho sólo contaba con el apoyo de su vecino del norte con el que nunca las relaciones habían sido excesivamente cordiales ni en el pasado ni posteriormente (China invadió el norte de Vietnam a finales de los años 70).
A finales de noviembre de 1946 las tropas francesas comienzan un enfrentamiento contra los comunistas vietnamitas cuando requisan un junco chino con armas y municiones en Haiphong. Los enfrentamientos rápidamente crecieron y el ejército francés solicitó a su flota bombardear a los rebeldes.
En 1946 Ho viajó a París para entablar negociaciones sobre la independencia; pero los galos sólo estaban dispuestos a conceder una independencia limitada (representación diplomática ante la Santa Sede, posibilidad de tener un gobierno propio y algunas competencias poco significativas). De esta forma Ho regresa a Vietnam anunciando que las condiciones son inaceptables.

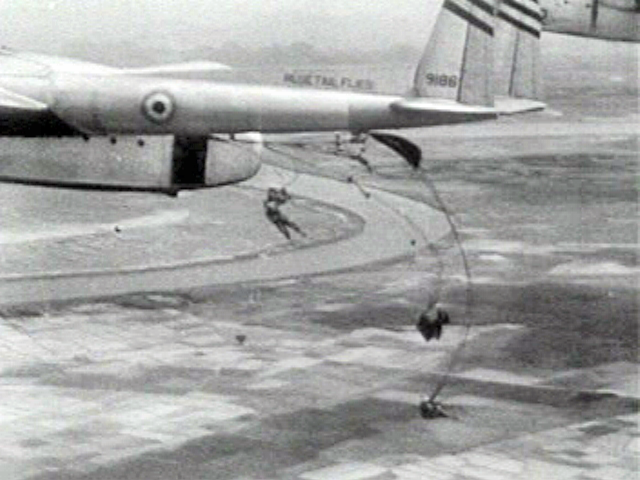
Durante 1954 fueron frecuentes las operaciones encubiertas de la CIA sobre Indochina

Los enfrentamientos y ataques por parte de los franceses continúan, pero el líder vietnamita aún considera posible un acuerdo y no da permiso a Giap para intervenir.
En el Vietminh se empezó a estudiar la situación y se planteó la posibilidad de una guerra con Francia, por lo que sus líderes diseñaron una estrategia integral que abarcaba tanto el terreno militar como el político y social estableciendo la necesidad de hacer una larga guerra de desgaste contra el Ejército francés, "promover la unidad nacional, conseguir el apoyo de las fuerzas democráticas internacionales, aislar políticamente a los franceses y suprimir los restos de la cultura colonial para edificar una cultura nacional, científica y popular". Los franceses por su parte se centraron más en lo militar y su estrategia consistía en lograr que las tropas al mando del general Leclerc obtuvieran una rápida victoria mediante una guerra relámpago.
En ese momento, el Vietminh era lo bastante poderoso como para dominar a la mayoría de las organizaciones de Vietnam y hacer la guerra contra los franceses, que habían extendido rápidamente su presencia por Indochina pero cuyo ejército estaba debilitado tras la Segunda Guerra Mundial por lo que no era lo suficientemente fuerte como para controlar la zona eficazmente.
En noviembre de 1946 comienzan las hostilidades y la guerra, pese a que Ho aún no se ha decidido a tomar la iniciativa.
En Laos y Camboya el escenario fue similar y en un principio iniciaron la lucha armada contra Francia por su cuenta, con el grupo jemer issarak (jemeres libres) en Camboya y el Pathet Lao dirigiendo la resistencia en Laos desde la vecina Siam al no poder impedir la reocupación total de los franceses en 1946. 

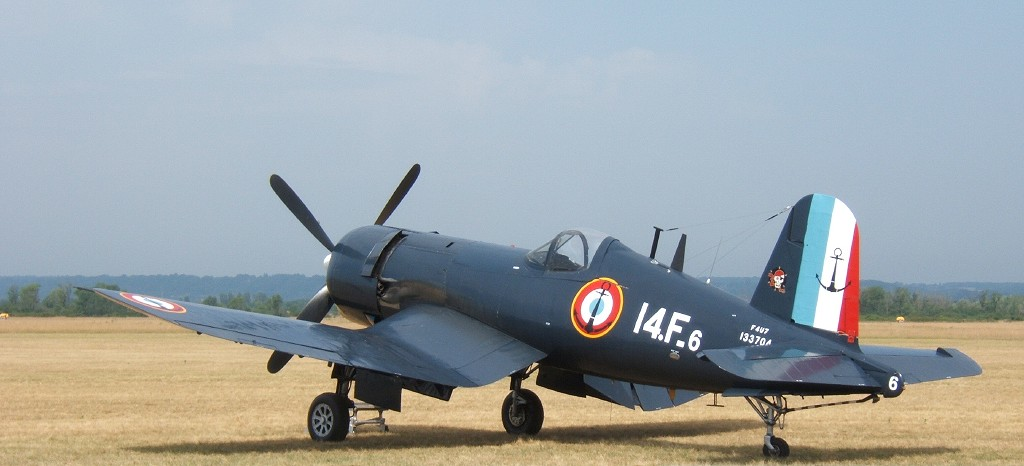
F4U-Corsair, uno de los cazas de combate utilizados en la contienda

Los primeros incidentes importantes ocurrieron en Haïphong cuando los franceses desplegaron un crucero y un portaaviones para bombardear en principio una posición del Vietminh, pero terminaron atacando a una columna de refugiados por error y bombardeando la ciudad, aunque también causaron la muerte de miles de rebeldes. A partir de entonces la guerra fue inevitable y los intentos de negociación fracasaron por lo que los combates entre franceses y rebeldes continuaron en diciembre y enero; entretanto las fuerzas del Viêtminh fracasaron en su intento de mantener el control de Hanói y se replegaron a las montañas para consolidar su aparato político y militar. 

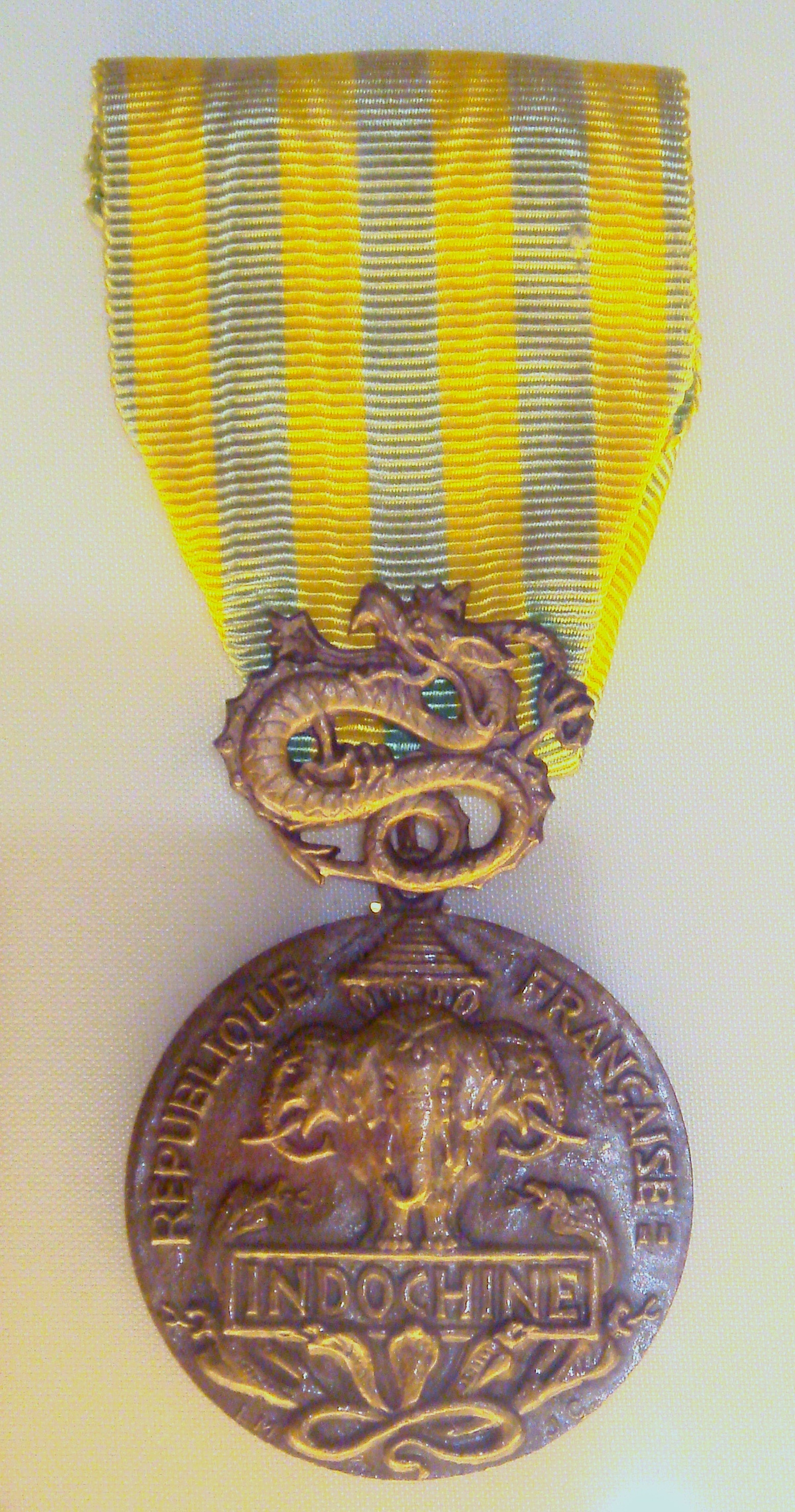
Medalla francesa al mérito militar en Indochina, 1953

Sin embargo, las fuerzas coloniales ya temían que aquello se produjera y, pese a varios licenciamientos de soldados veteranos, contaban con suficientes fuerzas de la Legión Extranjera y los paracaidistas, todos lo suficientemente entrenadas para repeler la agresión. Con su moderno arsenal los franceses toman el control de las ciudades y persiguen a los guerrilleros. En una ocasión enviaron 15 000 hombres a la parte norte y más inaccesible de Vietnam para localizar y capturar a Ho y su cuartel general; pero los guerrilleros habían vuelto a esfumarse.
Desde el principio, el Vietminh casi siempre pudo concentrar las fuerzas necesarias para derrotar a las pequeñas y generalmente aisladas guarniciones francesas, a las que sometían volando primero puentes y rutas para después enfrentarse a pequeños destacamentos y desaparecer en la jungla, donde raras veces se aventuraba el enemigo, más acostumbrado a ir por la ruta.
En aquella primera fase de la contienda no se habla de guerra, ni siquiera se reconoce como tal. Sin embargo, para muchos participantes la impresión de que aquellos acontecimientos iban a desencadenar una confrontación en toda regla eran evidentes.
El general Philippe Leclerc de Hauteclocque realiza avances importantes. En Nan Bo lanza a sus hombres y sus blindados contra cien mil guerrilleros, estos se desmoronan y son derrotados. No obstante no todo son fracasos para los vietnamitas; en el delta del Mekong los ataques contra la Legión son constantes y Leclerc debe desplazar tropas allí debilitando áreas donde Giap logra reclutar más campesinos-guerrilleros. Estos ataques hacen tomar la decisión de desalojar varias aldeas sospechosas de colaborar con la guerrilla, lo cual crea un gran problema de refugiados y un resentimiento considerable y creciente.
El conflicto fue evolucionando cada vez más a favor de los rebeldes por lo que, en octubre de 1947, los franceses intentaron acelerar el final del conflicto lanzando un enérgico ataque sobre los reductos del Viêtminh en las montañas al norte de Hanói y que es conocido como la Ofensiva del Viêt-Bac (Alto Tonkín). El asalto se inició con nueve batallones que formaron dos puntas de lanza, y un ataque de la Infantería paracaidista francesa sobre un poblado que se sospechaba era un cuartel general rebelde; el ataque sorprendió a los rebeldes, cuyos líderes se encontraban en la zona y tuvieron que esconderse en una acequia ubicada a pocos metros de una posición enemiga.
Después de tres días de duros combates, los franceses obtuvieron cierta ventaja militar, pero el objetivo de la ofensiva no se consiguió, los líderes rebeldes no fueron capturados y el enemigo no se expuso a una batalla campal que habría supuesto su destrucción y una posible derrota final. El Ejército francés intentó nuevamente forzar la situación a su favor con un nuevo ataque en diciembre de 1947, que fue hábilmente rechazado por los rebeldes, que permanecieron en la jungla y hostigaron al enemigo hasta obligarle a retirarse. El fracaso de la ofensiva convenció a los franceses de que la victoria no sería cosa fácil, por lo que intensificaron sus esfuerzos por alcanzar un rápido final del conflicto con vanos intentos por eliminar a los rebeldes, que derivaron en una agotadora guerra de guerrillas que se prolongó hasta 1950, en la que ni los franceses fueron capaces de imponerse en el terreno ni el Vietminh fue capaz de realizar operaciones de gran envergadura.

## Balance de los primeros años del conflicto
En los primeros enfrentamientos los franceses vencieron con facilidad a los comunistas vietnamitas expulsándoles de las ciudades rápidamente hasta tomar el control de todas ellas.

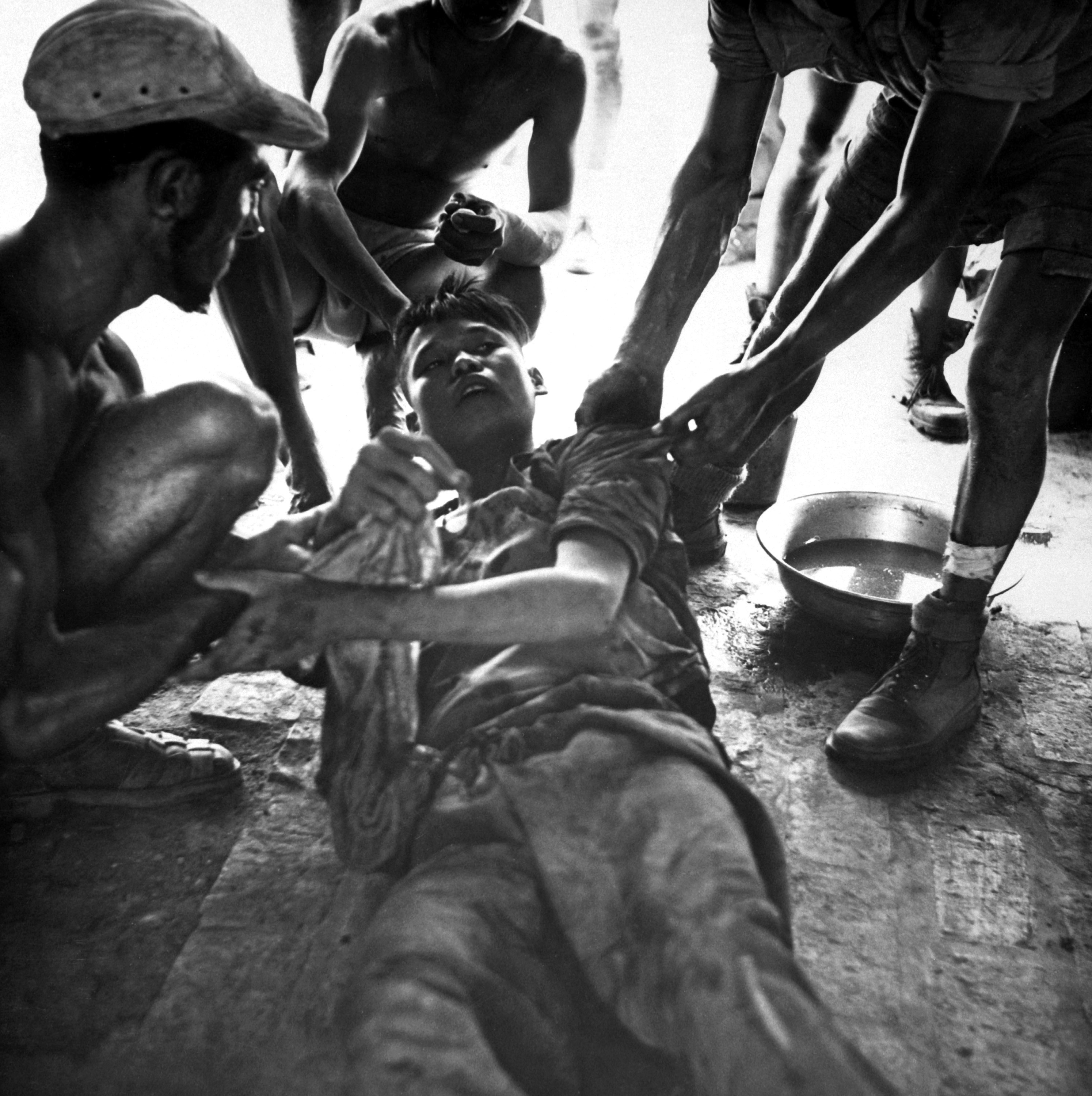
Un miembro del Viet Minh es atendido por médicos vietnamitas leales a Francia, 1954

Giap llevó a sus hombres a las zonas rurales que habían comenzado a dominar los meses anteriores, campos y a las selvas donde contaba con cierta ventaja por la vegetación y el adiestramiento. Pese a todo, el poder de Francia era muy superior, se realizaron varias operaciones y finalmente Giap optó por la retirada hacia China, donde podían contar un refugio seguro para reorganizar sus fuerzas, entrenarlas mejor y, contar con algo más de armamento.
Los franceses estaban exultantes y despreciaban a Giap y a sus hombres por su escasa estatura y su aspecto casi famélico, pese a que realmente sólo estaban seguros en las ciudades. También contribuía a la moral los refuerzos de soldados provenientes de muchas partes del mundo que, con la finalización de la Segunda Guerra Mundial, no deseaban dejar la vida militar o necesitaban escapar de la justicia por sus atrocidades cometidas en ella.
Así, los primeros tres años las apariencias indicaban que Francia estaba ganado la guerra. Bien es verdad que numerosas zonas del norte y el sur de Vietnam estaban por entero en poder de los rebeldes y que Estados Unidos contribuía con el esfuerzo bélico francés (un 8 % del gasto militar lo sufragaba el gobierno de Eisenhower).
Francia puso mucho interés en conservar la «joya del imperio francés» con su caucho, su arroz y su opio, materias primas a las que después se añadirían otras consideradas estratégicas como el estaño. Por su valor económico y también porque el conflicto argelino aún no demandaba excesiva atención, Francia destinó a la península asiática a sus mejores oficiales, como el general Leclerc y después el general Alessandri.

## Camino hacia la victoria
Las victorias francesas poco a poco fueron cesando y el control del campo no terminaba de conseguirse del todo. El mando en Hanói solicitaba más tropas a París pero la situación en Francia estaba siendo muy complicada. Había gran inestabilidad en la esfera política con continuos cambios de gobierno, la población estaba dividida entre los que deseaban que Francia retuviera la colonia y los que creían que en casi cuatro años de lucha no se había terminado con aquellos flacuchos desarrapados del Vietminh. Por todo ello la metrópoli no deseaba airear demasiado el problema y siempre daba excusas a los oficiales franceses para no enviarles reclutas.
La situación del conflicto en Vietnam fue aprovechada en Camboya por el rey Norodom Sihanuk, que supo maniobrar hábilmente para conservar la dirección del Estado desde su proclamación de independencia el 12 de marzo de 1945, y bajo la presión de los acontecimientos, los franceses reconocieron la independencia de Camboya "dentro del marco de la Unión francesa" el 8 de noviembre de 1949, pero pusieron límites en los puntos más importantes como la defensa, la diplomacia, policía y justicia; por lo que la resistencia armada de los jemeres issarak continuó. En Laos, los franceses reconocieron su independencia dentro del marco de la Unión francesa también, lo que provocó una escisión interna de los independentistas y la mayoría de ellos accedió a negociar con Francia, pero una minoría continuó con la resistencia.

Indochina francesa en 1950. En naranja las zonas bajo control total del Viet Minh.

El Viet Minh contaba en 1948 quizá con 10 000 hombres y una base segura en China, junto a la frontera con Vietnam. En esa frontera los franceses instalaron una serie de puestos enlazados por la Ruta Colonial 4, con el fin de impedir la penetración de los comunistas. Fue en esa ruta donde Giap lanzó uno de los primeros ataques convencionales de la Guerra.
El 25 de julio de 1948 varias unidades del Viet Minh atacaron a las dos compañías del Tercer Regimiento de Infantería de la Legión Extranjera en el fuerte de Phu Tong Hog. La acción pilló a los coloniales por sorpresa y casi se vieron rebasados por el número de asaltantes; pero pronto lograron dejar fuera de combate a la artillería enemiga con sus morteros, después detuvieron a los asaltantes pese a las bajas en sus filas y finalmente lanzaron un contraataque que los derrotó y dispersó. La batalla de Phu Tong Hog le demostró a Giap que aún no estaba preparado para medirse con los legionarios
Pacientemente los dos líderes comunistas siguieron reclutando soldados y entrenándolos para realizar acciones por todo Vietnam, pero especialmente contra las posiciones francesas de la RC4 que ya comenzaba a llamarse La ruta de la muerte. Las ofensivas en 1949 aún no eran lo suficiente como para dejar la etapa guerrillera y entrar en la convencional.

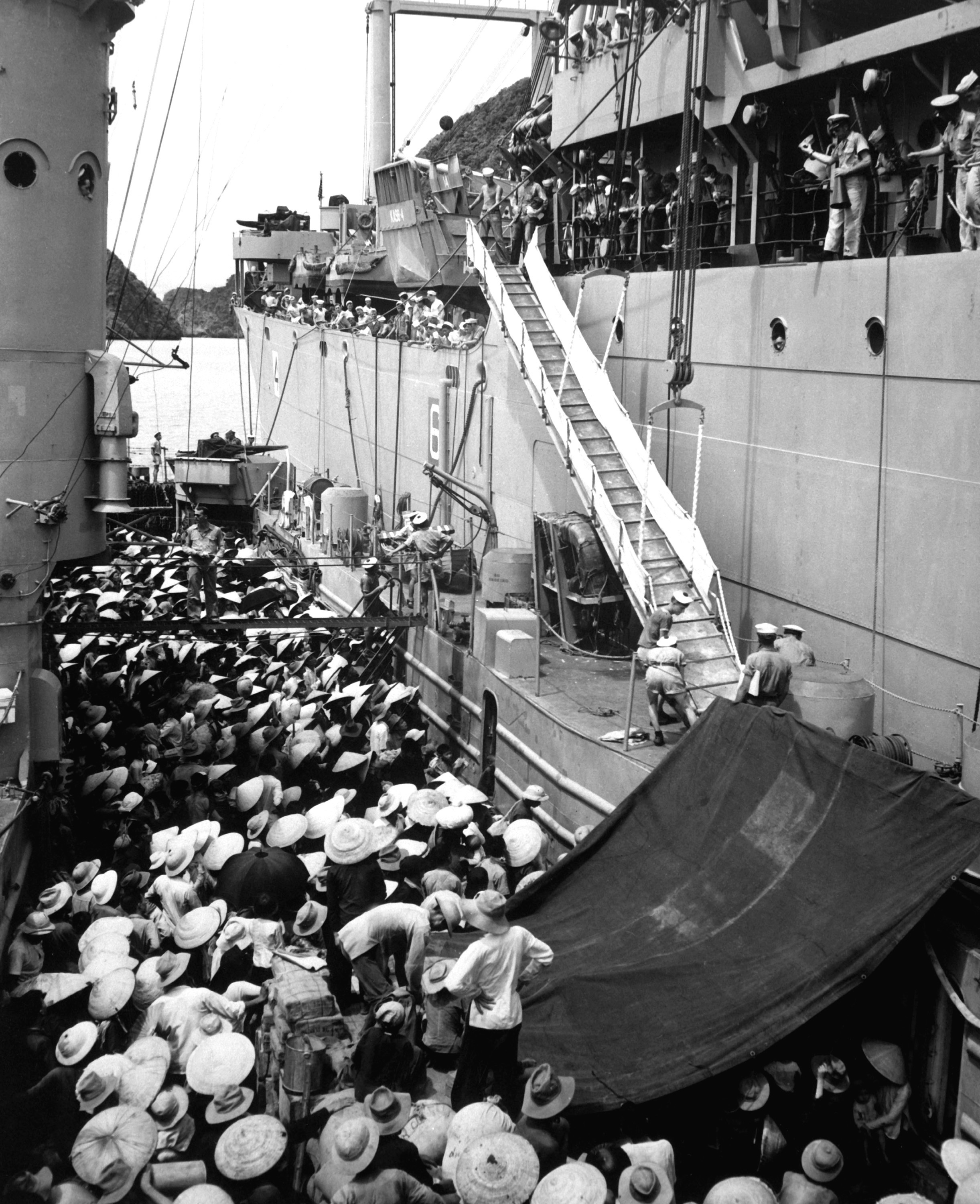
Refugiados procedentes de Indochina llegando a Francia a bordo del USS Montague en 1954

Ante la situación de emboscadas constantes y pérdidas periódicas en el norte de Vietnam los franceses vieron la imposibilidad de controlar todo el territorio del norte, en 1949 decidieron incrementar los efectivos en el Norte para cortar las rutas de penetración vietnamitas desde China. Con esta estrategia se logró disminuir en parte la infiltración comunista; pero el coste en vidas humanas fue muy alto.
Finalmente en octubre de 1950 la posición se veía como indefendible y el mando francés tomó la decisión de abandonarla. La evacuación de los fortines de Cao Bang, Dong Khe y That Khe debía realizarse por sorpresa y en el más absoluto secreto, pero la inteligencia vietnamita pronto se hizo con los planes de la Legión Extranjera. Giap decidió entonces montar la Operación Hong-Phong 2 para lanzar a sus fuerzas contra los franceses. El 18 de septiembre logró tomar una posición intermedia de la Ruta, Dong Khe, y posteriormente aniquiló casi por completo a la columna que bajaba de Cao Bang y a la que ascendía de That Khe en la que fue la batalla de Cao Bang. Con esta victoria hizo descender a sus fuerzas hacia el sur y obligó a los franceses a abandonar también Lang Son, destruyendo 1 300 toneladas de material y municiones que, sumados a los destruidos por la columna que evacuaba Cao Bang, sumaban los pertrechos de una división entera.
La derrota de Cao Bang hizo pensar a muchos franceses, según el historiador galo Jean Lacouture, que no se podía ganar aquella guerra, el apoyo de China era demasiado evidente y fuerte como para ser capaces de oponerse a ella.
Después de la Ofensiva del Việt Bắc, se produjo un cierto estancamiento del conflicto que el general Vally, el sustituto de Leclerc, no pudo remediar al ser incapaz de controlar la ruta Hanói-Haïphong, ni de imponerse en el campo de batalla.
A partir de 1950, la guerra de Indochina entró en una nueva fase cuando se internacionalizó el conflicto como consecuencia de la Guerra Fría. El Vietminh empezó a recibir armas pesadas y tanques de China, y a coordinar acciones con otros grupos rebeldes de Indochina. Por su parte los franceses empezaron a pedir ayuda militar a Estados Unidos e iniciar cambios. 
Los rebeldes habían formado divisiones para enfrentarse a unidades de nivel batallón y alterar las rutas de suministro atacando la Ruta Colonial n.º 4 (RC4), cuyo trazado discurría desde Hanói hasta la frontera china, y apoderándose de la mayoría de las guarniciones.
La guerra ideológica y la paulatina conversión del Vietminh en una fuerza regular hicieron que los franceses abandonaran Lang Son, una de las guarniciones más importantes, con un enorme arsenal y se replegaran hacia el delta del río Mekong para finales de 1950.
La de Cao Bang fue una derrota muy fuerte a las aspiraciones francesas. Para remediarlo llegó el mariscal Alphonse Juin; pero tampoco logró resultados espectaculares. Por su parte, Stalin ya había constatado que el Partido Comunista Francés no ganaría las elecciones; pero la guerra de Corea acaparaba la mayor parte de sus ayudas en armamento.
Los franceses pidieron ayuda a otras naciones. Estados Unidos también estaba enfrascado en Corea y despreciaba el colonialismo francés, sin embargo le preocupaba más la Teoría del dominó por lo que continuó enviando asesores y aumentó sus fondos.
Por su parte el Viet Minh ya contaba con una estructura muy parecida a cualquier ejército y podía presentar varias divisiones en orden de batalla mientras veía a sus enemigos siempre con problemas de hombres, pese a los refuerzos obtenidos de los nacionalistas vietnamitas, dispuestos siempre a luchar contra los comunistas. En vista de esto plantearon y anunciaron a bombo y platillo una gran ofensiva en toda la zona norte de Vietnam para la festividad del año nuevo vietnamita (Fiesta del Tet) de 1951. Pero terminó en una dura derrota Vietnamita en el delta del río Rojo.

### Llega el general De Lattre
Para tratar de detener a los comunistas, París envió al general Jean de Lattre de Tassigny quien rápidamente comenzó a preparar las defensas en el Delta y en una base más al sur, dentro de territorio controlado por los Viet, en la meseta de Vinh Yen. Con la reforzada Hanói y esta posición erizo esperaba infringir una dura derrota a sus enemigos que les hiciera desistir o al menos reducir la presión sobre el poder colonial.
El general De Lattre estaba en lo cierto. En la fecha prevista comenzó la llamada batalla del delta del río Rojo en la que De Lattre demostró gran valor al acudir al frente para reorganizar y animar a los sitiados, buenas capacidades de gestión y uso de la tecnología militar más avanzada para la época como era el avión y el napalm que destruyó compañías enteras, diezmó a otras y aterrorizó a todas. A Giap le costó meses volverlas a reunir y preparar para siguientes batallas.
París obtuvo una gran victoria y contó con varios meses de alivio. Desgraciadamente para los sueños imperiales franceses, las alegrías no duraron mucho ya que el general De Lattre murió de cáncer en 1952.

### La Operación Lorena
Tras la muerte de quizá el mejor soldado de Francia comenzando nuevamente el baile de altos mando: sustituyó a De Lattre el general Raoul Salan.
Este oficial, uno de los mejores de las fuerzas galas, decidió llevar a cabo una gran maniobra para cercar a los Vietminhs y aniquilarlos. Para llevar a cabo la llamada Operación Lorena reunió:
- 4 grupos de blindados.
- 3 batallones aerotransportados.
- 5 unidades de comando.
- 2 escuadrillas antitanque.
- 2 divisiones de asalto.
- Varias unidades de apoyo.

En total un contingente de 30 000 hombres y abundante material que lanza el primer día de diciembre de 1952 contra los cuarteles del Viet Minh.
Ante esa superioridad, Giap rehusó el combate internando a sus tres divisiones (unos 30 000 soldados) en la jungla.
Los franceses los persiguieron durante 160 km de selva. Sufrieron una emboscada tras otra y lograron conseguir un depósito de armas en Phu-Doam y los primeros camiones rusos que de tanta utilidad serían después a los vietnamitas en la batalla final.

## Francia trata de repetir el éxito anterior

### Se fortifica Dien Bien Phu
Cuando Salam fue necesitado en Argelia llegó a Hanói el General Henri Navarre. Con este último oficial como comandante en jefe se decidió seguir la estrategia de posición erizo en territorio enemigo diseñada por De Lattre para Vihn Yen; pero a mayor escala.
Nuevamente los franceses eligieron una zona totalmente controlada por el Viet Minh, que fuera lo bastante grande como para albergar suficiente infantería, artillería y pistas de aterrizaje y que cortase las principales vías de abastecimiento desde China a las fuerzas de Giap. El valle de Dien Bien Phu parecía el lugar ideal, ya había sido tomado por sus fuerzas años antes y abandonado después, por lo que se conocía la zona. Contaba con terreno para dos pistas de aterrizaje, una ya construida pero en mal estado, y un río que podría evitar asaltos en masa.
No se tuvieron en cuenta detalles como la lejanía de Hanói, casi en el límite de autonomía para los cazas o la gran pluviosidad que reducía mucho la visibilidad para realizar bombardeos aéreos
La fortificación de Dien Bien Phu comenzó con la llamada Operación Castor en la que los paracaidistas tomaron posesión del lugar y comenzaron a prepararse para la llegada de suministros. Años antes habían construido una pista de aterrizaje que ahora nivelaron y reasfaltaron para permitir el aterrizaje de los aviones. El lugar contaba con una carretera; pero decidieron llevarlo todo por vía aérea.
A finales de 1953 la base estaba terminada y lista para hostigar al enemigo; sin embargo las unidades enviadas para destruir las baterías que los hostigaban a ellos no pudieron ni encontrarlas, y lo que aun era peor, una de las misiones lanzadas contra los viethminh perdió a un oficial con algunos planos detallados de las posiciones defensivas de la base. Durante el tiempo de construcción los combates fueron continuos costando la vida de más de 150 soldados del ejército francés, pero los oficiales galos no vieron el peligro que les rodeaba y siguieron recibiendo visitas de numerosas personalidades invitadas a ver la última maravilla del ingenio militar francés.
Si en el último momento los europeos hubieran decidido abandonar la base, podrían haber infligido una derrota psicológica al Viet Minh al dejarlos con todo su material en mitad de ningún sitio. El problema estribaba por una parte en la superioridad que creían tener porque, según el oficial de artillería, los vietnamitas no podrían llevar hasta allí sus piezas y si lo hacían no podrían abastecerlas con la suficiente regularidad y, si aun así lograban tenerlas en funcionamiento ellos las barrerían con su artillería (este oficial se suicidaría poco después de comenzar la batalla). La segunda razón que mostraba que el permanecer en la base se estaba convirtiendo en una ratonera era que, al mismo tiempo que se colocaban los últimos sacos terreros, se preparaba una conferencia en Ginebra para decidir el futuro de la colonia. Ni tiene caso decir que una nueva y contundente victoria como la de Vinh Yen sería una estupenda carta para la jugada francesa.

### La batalla de Dien Bien Phu

Conferencia de Ginebra de 1954

Durante todos los preparativos de la instalación las advertencias de lo que se avecinaba fueron constantes; pero los galos prefirieron esperar a la que se llamaría la batalla de Dien Bien Phu.
El 13 de marzo de 1954 el valle amaneció casi desierto y poco después estalló un impresionante ataque artillero muy parecido en intensidad a cualquiera de los vividos en la Segunda Guerra Mundial. Giap había logrado llevar su artillería a zonas donde los franceses nunca pensaron que podría, la había colocado de tal forma que las, aparentemente, poderosas baterías galas no podían localizarlas ni destruirlas y logró que no faltaran nunca municiones. Con esto y unas fuerzas de infantería que más que triplicaban a las coloniales los comunistas obtuvieron la victoria.
El gobierno de París realizó todo tipo de negociaciones. Primero para ganar la batalla y después para ganar tiempo y sentarse a la mesa de Ginebra con mejor posición negociadora. Hablaron con el gobierno estadounidenses que les había prometido todo tipo de ayuda, especialmente aviones. Por su parte, los norteamericanos buscaron aliados para no participar ellos solos, pero Gran Bretaña que podía ser uno de los pocos candidatos, acababa de perder la India y no veía por qué tenía que auxiliar a los que no les ayudaron.
Los franceses pidieron y confiaban en una intervención masiva de los B-29 Superfortress que podían haber terminado con los sitiadores por su mayor capacidad y suficiente número. Finalmente Eisenhower no quiso comprometer más hombres y medios y ofreció dos armas nucleares. Los franceses las rechazaron por no ver su utilidad en un conflicto donde atacantes y atacados estaban a pocos metros.

## El fin de la guerra y los preparativos de la siguiente
Finalmente las fuerzas francesas cayeron el 7 de mayo de 1954, Francia perdía lo mejor de su fuerza de combate y cualquier postura de fuerza en una negociación. Asimismo el conflicto argelino demandaba el máximo de atención. En Ginebra se decidió el abandono de la colonia, la separación de Vietnam en dos estados soberanos y la celebración de un referéndum un año después donde los vietnamitas decidieran su reunificación o su separación definitiva.
El 9 de octubre, los últimos soldados franceses arriaron la bandera tricolor de los edificios públicos de Hanói y fueron sustituidos por oficiales del Viet Minh, que hicieron su entrada en la capital con un desfile. Asimismo, llegó Hồ Chí Minh a la capital de la que sería hasta 1975 la República Democrática de Vietnam, conocida como Vietnam del Norte. Unas 800 000 personas abandonaron la zona para refugiarse en el sur.
Los dirigentes del Sur optaron por dar un golpe de Estado y no celebrar este referéndum. Por este motivo Vietnam del Norte comenzó las infiltraciones de soldados en apoyo del Vietcong para anexionarse a Vietnam del Sur. Así comenzó la segunda guerra de Indochina más conocida por guerra de Vietnam que los vietnamitas llaman Guerra de los Estados Unidos.

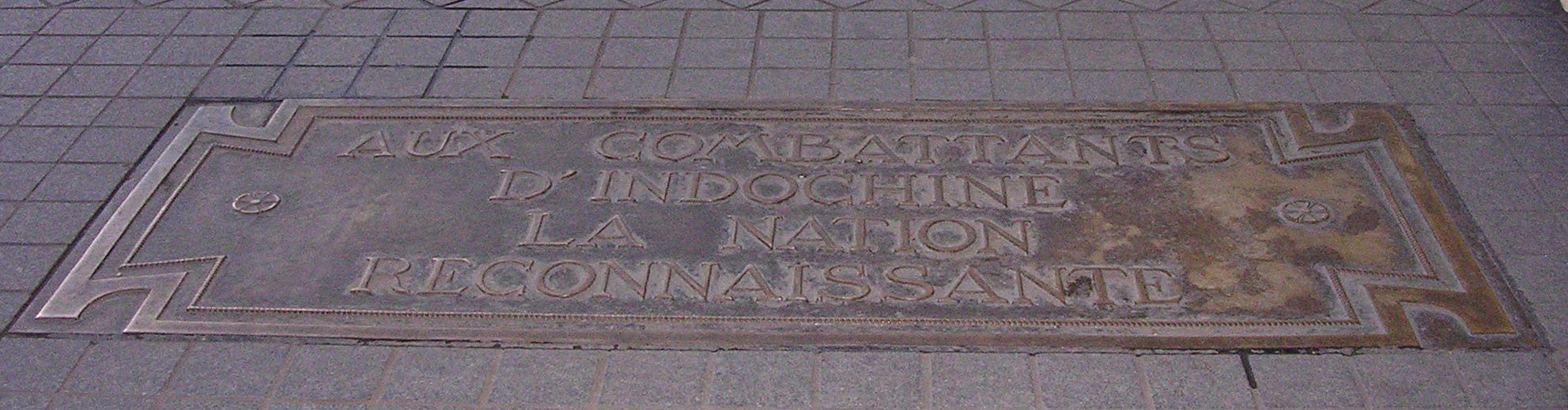
Homenaje a los caídos en Indochina bajo el Arco del Triunfo en París.

## Conclusiones

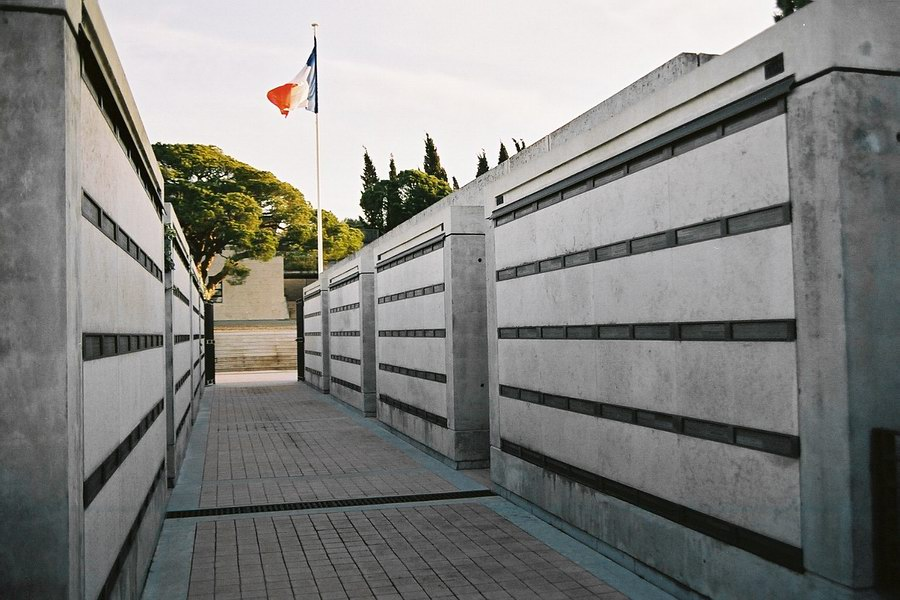
Monumento a la primera guerra de Indochina

Los Acuerdos de Ginebra solo supusieron un breve periodo de paz en la península asiática. Como se ha dicho la lucha se reanudaría cuatro años después y nuevamente las fuerzas guerrilleras y del Vietnam del Norte comenzaron a tomar la iniciativa y a tomar el control del territorio de su vecino del Sur.
Francia, por su parte, trató de aplicar las lecciones aprendidas y sofocó las rebeliones en Madagascar y Argelia. París abandonó muchos territorios de la Unión Francesa y se concentró en su gran posesión norteafricana con la intención de conservarla. En parte gracias a lo aprendido en la Indochina el ejército francés ganó militarmente la guerra; hasta que Argelia alcanzó la independencia.
Estados Unidos por su parte continuó apoyando al régimen del Sur con asesores, material y dinero; pero la situación cada vez iba demandando más ayuda y más intervención. El miedo a convertirse en realidad la Teoría del dominó ofrecía escasa resistencia dentro del país para enviar todo tipo de fondos hacia Asia. En 1964 comenzaron a llegar tropas de combate para luchar, sobre todo, alrededor de las bases estadounidenses, hasta que en 1965 el poder legislativo estadounidense dio permiso para comenzar operaciones de casi cualquier clase, dando lugar oficialmente a la guerra de Vietnam.
China siguió enviando considerables cantidades de ayuda material y asesoramiento al régimen de Hanói. La URSS por su parte hizo algo parecido, pero su aportación aumentó en importancia tras la ruptura entre las dos grandes naciones comunistas, especialmente desde 1970 continuó armando y entrenando al régimen de Hanói.

## Cine y video
Al contrario que la confrontación posterior la filmografía sobre este conflicto ha sido escasa, especialmente la francesa que se ha resistido a analizar cinematográficamente un conflicto del que salió malparada y debilitada entre los títulos más destacados podemos citar:
- Sangre en Indochina que terminase Pierre Schoendorfer en 1965.[22] película ligeramente crítica con Leclerc, pero claramente anticomunista[16]
- Indochina dirigida por Régis Wargnier.
- Charlie Bravo dirigida por Claude Bernard-Aubert en 1980.
- El americano impasible de la factoría estadounidense.
- Documental: VIÊTNAM: La première Guerre 1945-1954 (1)
- Documental: VIÊTNAM: La première Guerre 1945-1954 (2)